# 蘭德瓦瑟河 (阿爾布拉河支流)

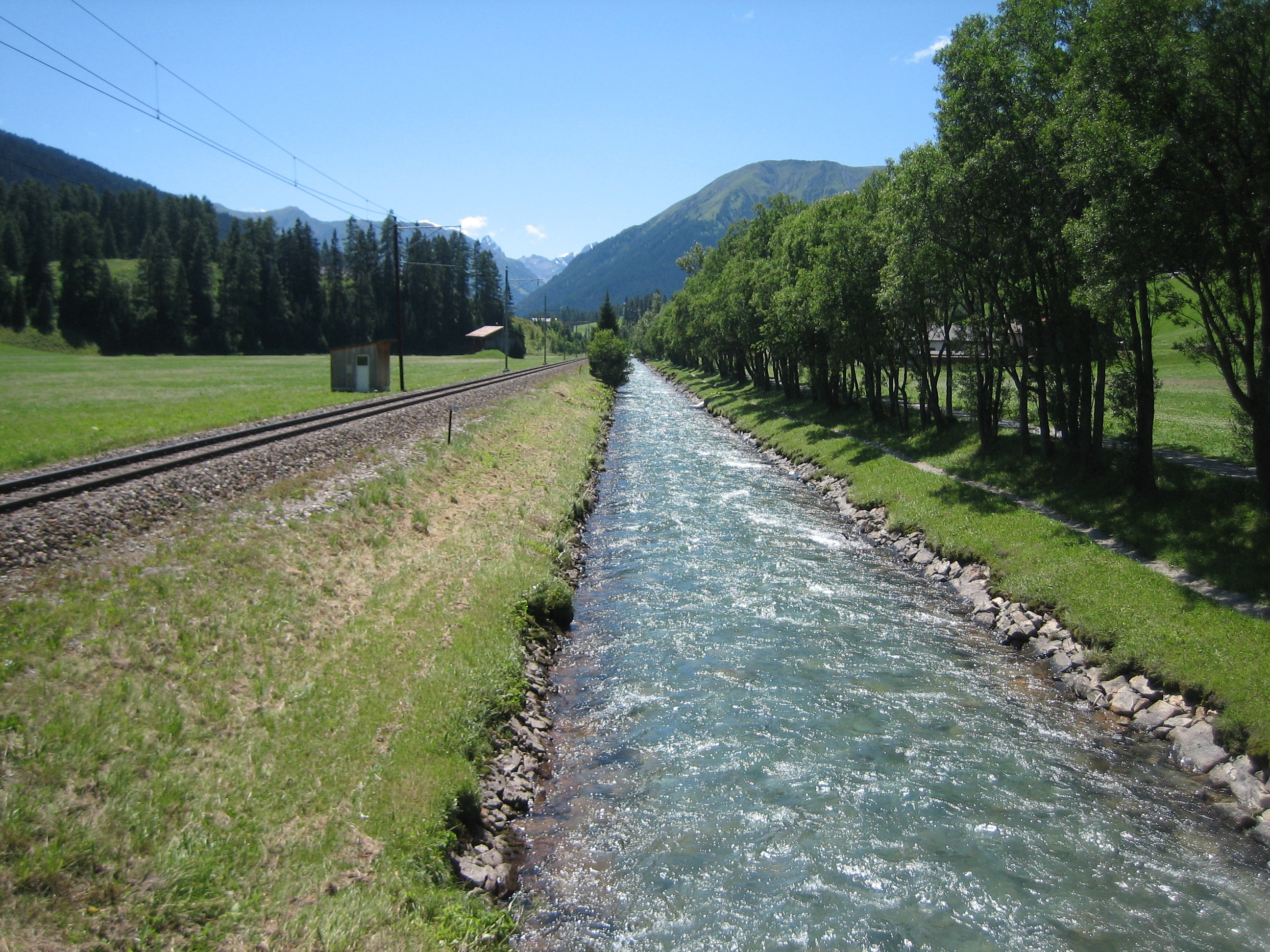

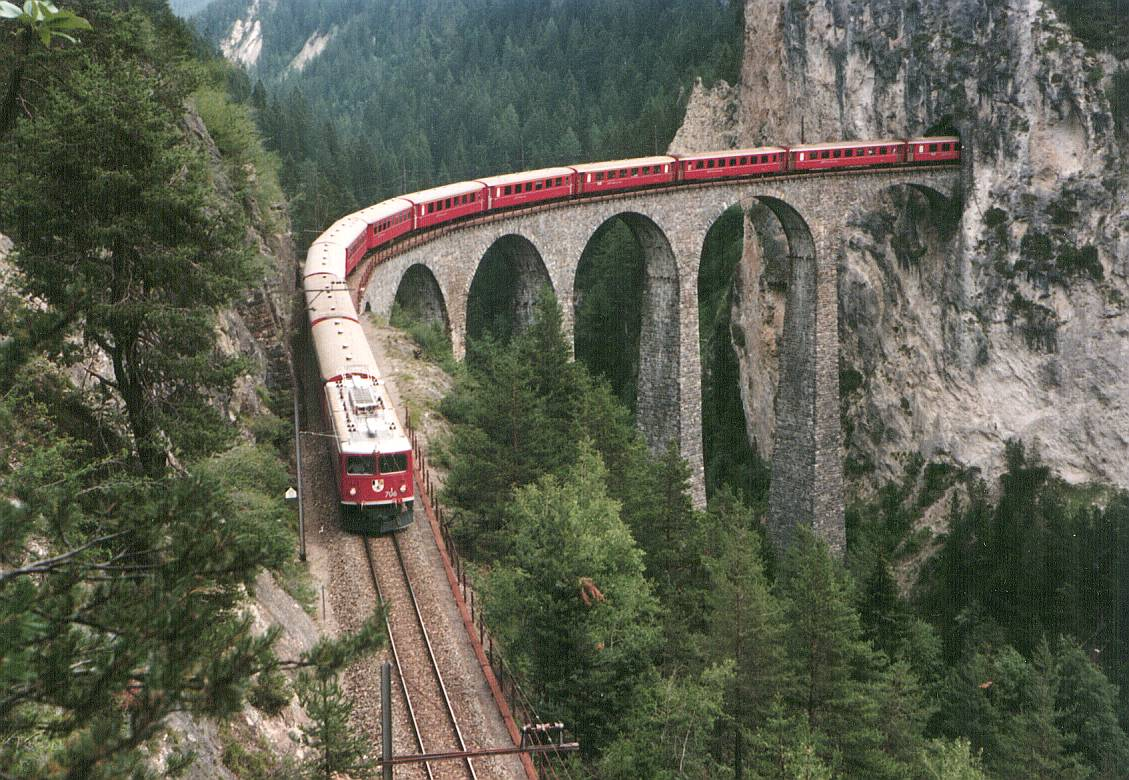

蘭德瓦瑟河是瑞士的河流，位於該國東南部，流經格勞賓登州，屬於阿爾布拉河的支流，河道全長30公里，流域面積293平方公里，河口處在菲利蘇爾和阿爾瓦諾伊之間。